# Malende
Malende est une localité du Cameroun, située dans l'arrondissement de Muyuka, le département du Fako et la région du Sud-Ouest.

## Population
En 1953, la population était de 486 habitants. En 1967, Malende comptait 1 328 habitants, principalement des Bakweri. Lors du recensement de 2005, on a dénombré 4 650 personnes.